# Conacul Cazimir din Cernoleuca
Conacul Cazimir este un monument de arhitectură de importanță națională din satul Cernoleuca, raionul Dondușeni (Republica Moldova), construit la începutul secolului al XX-lea. A fost reședința latifundiarului și politicianului Constantin Cazimir (1860–1910).
A fost construit în stil arhitectural neoclasicist, camerele amplasate în jurul tindei erau completate de o tradițională galerie și cerdac, iar coloanele ionice aveau proporții improprii acestui ordin arhitectural.
Se află în stare nesatisfăcătoare la exterior. Actualmente este o școală internat.

## Galerie de imagini

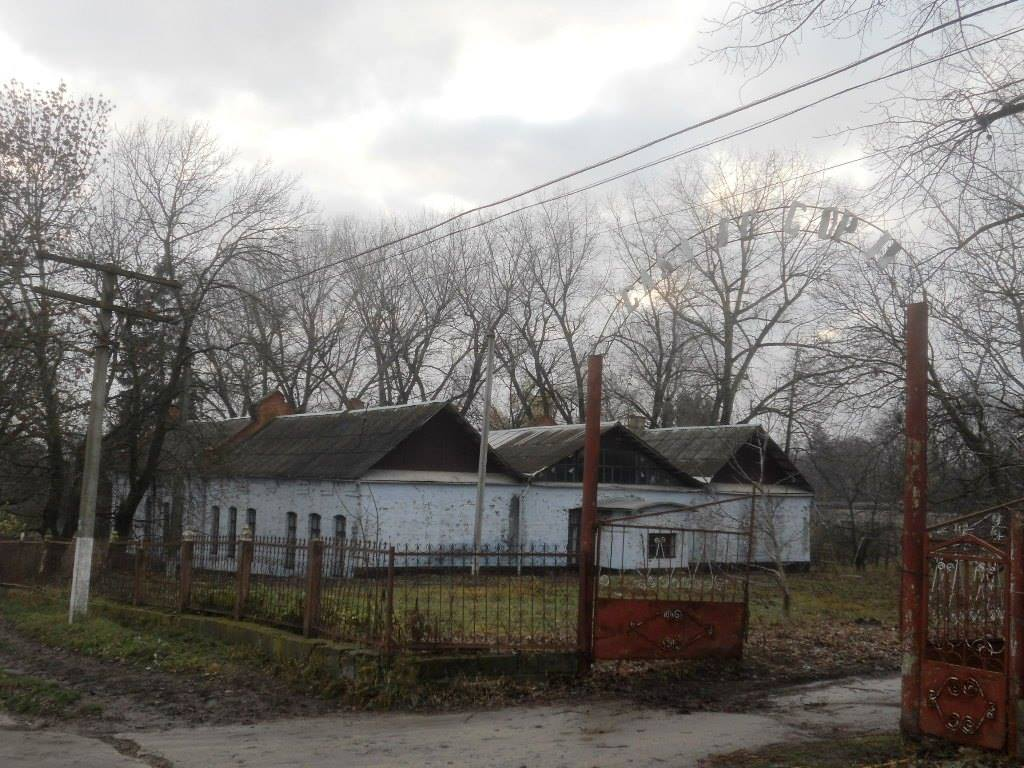
Intrarea pe teritoriul actualei școli internat
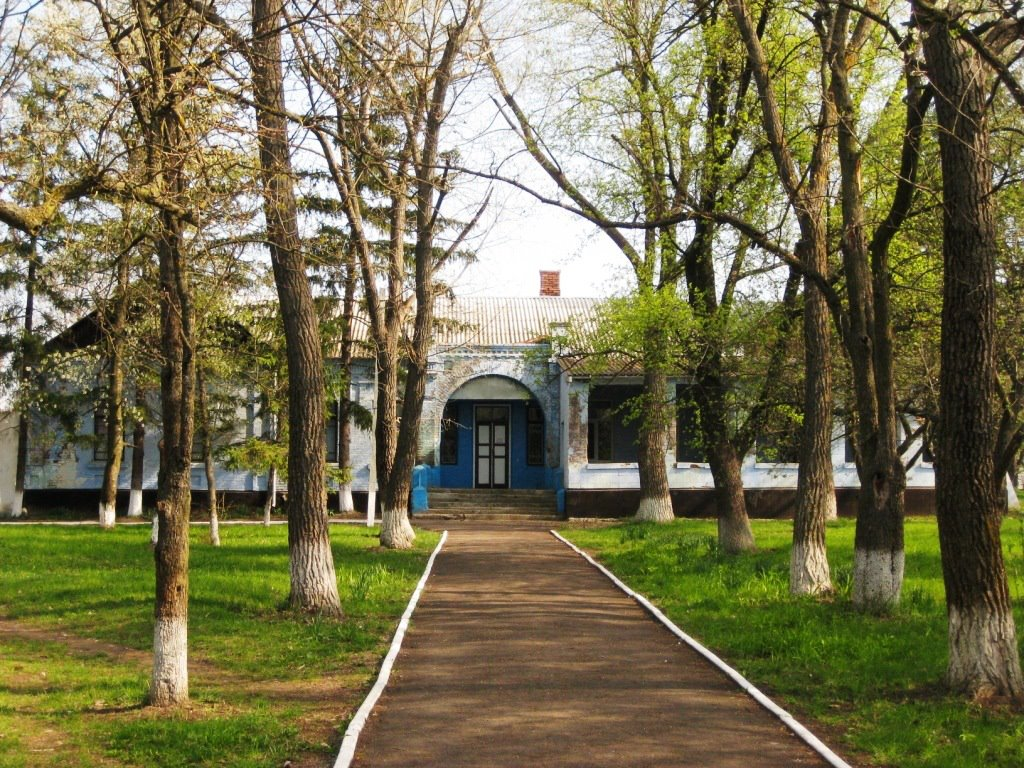
Alee de acces
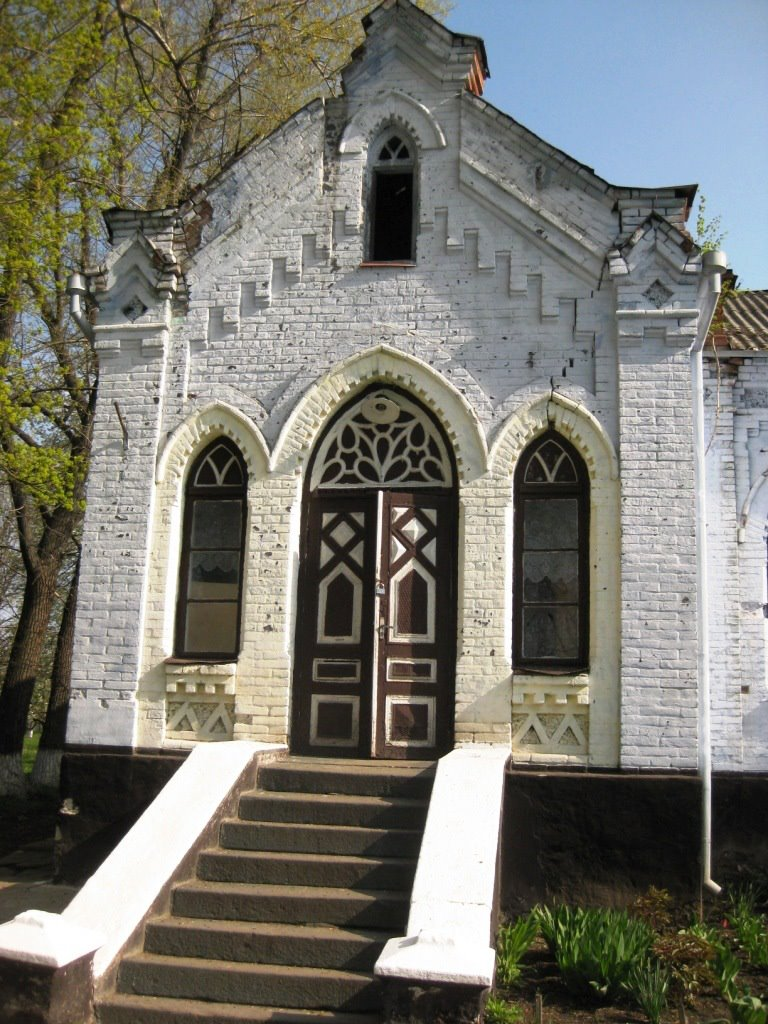
Intrarea din stânga
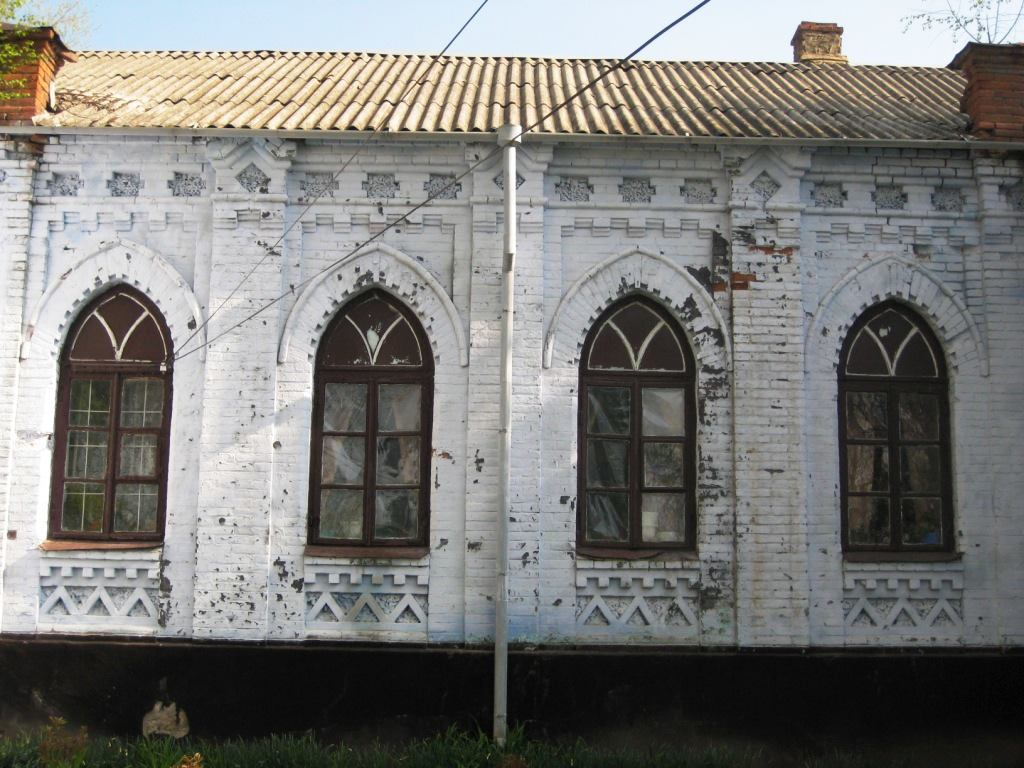
Fațada clădirii
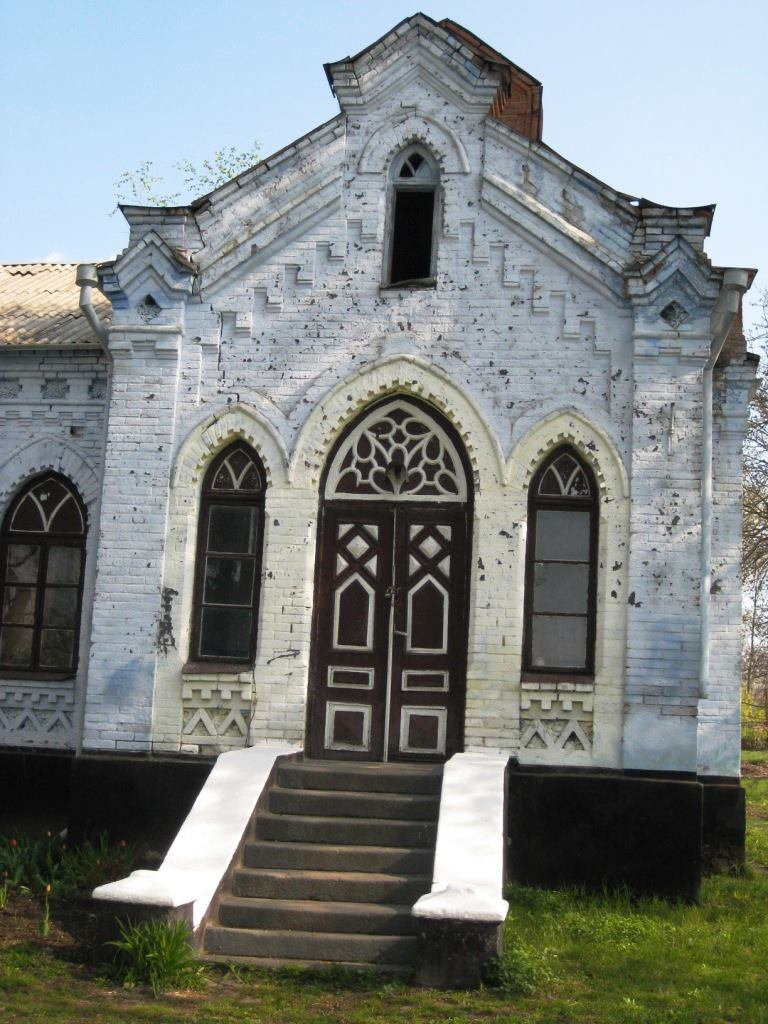
Intrarea din dreapta
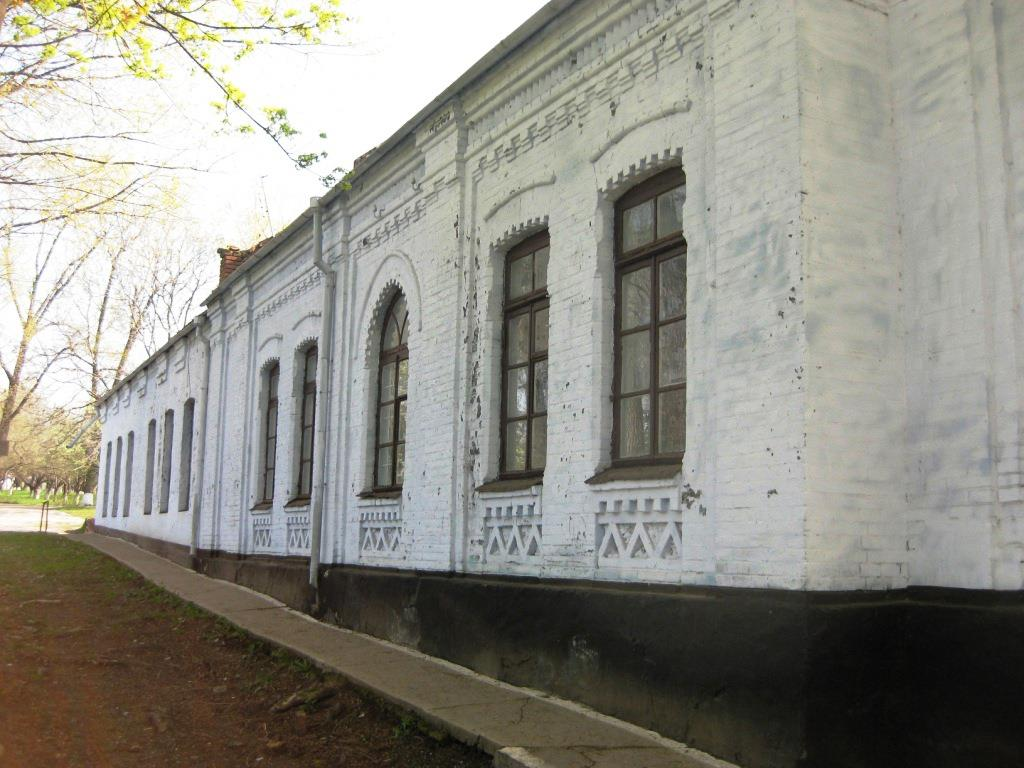
Perete lateral
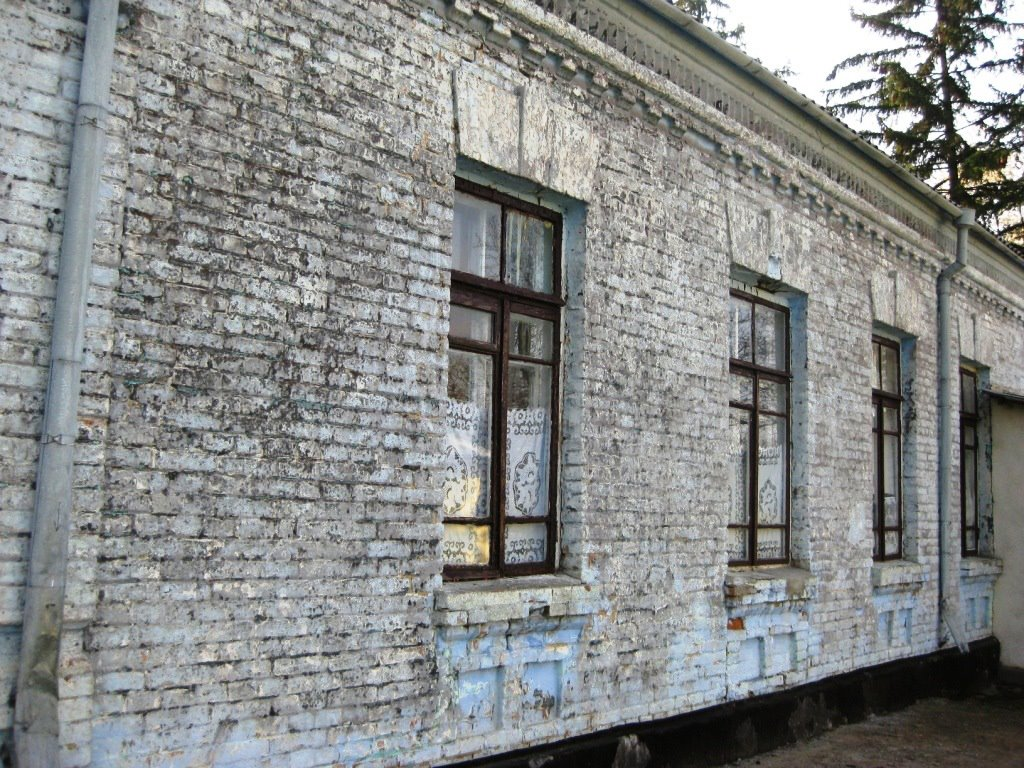
Perete lateral
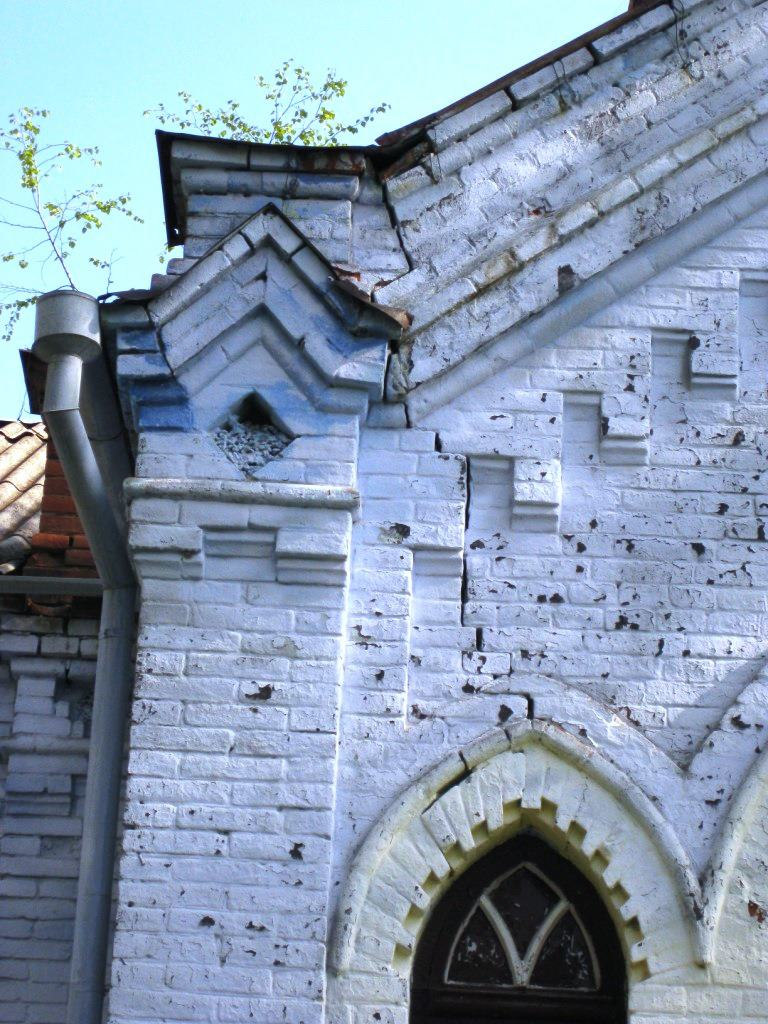
Colțul clădirii
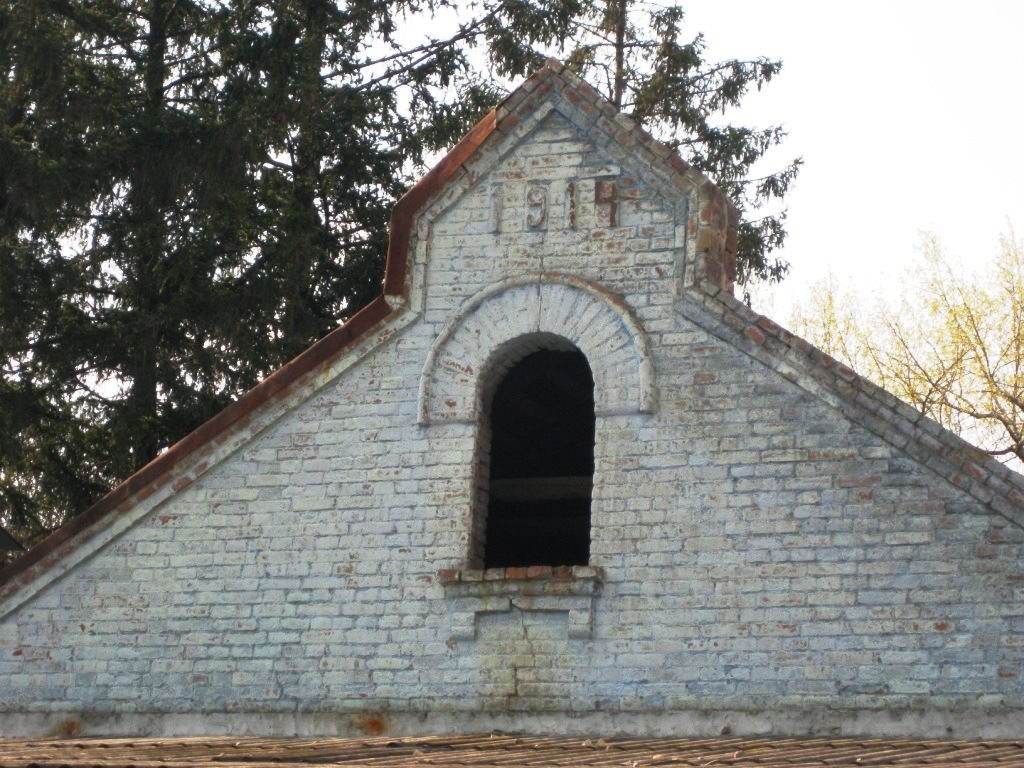
Inscripție reprezentând anul edificării
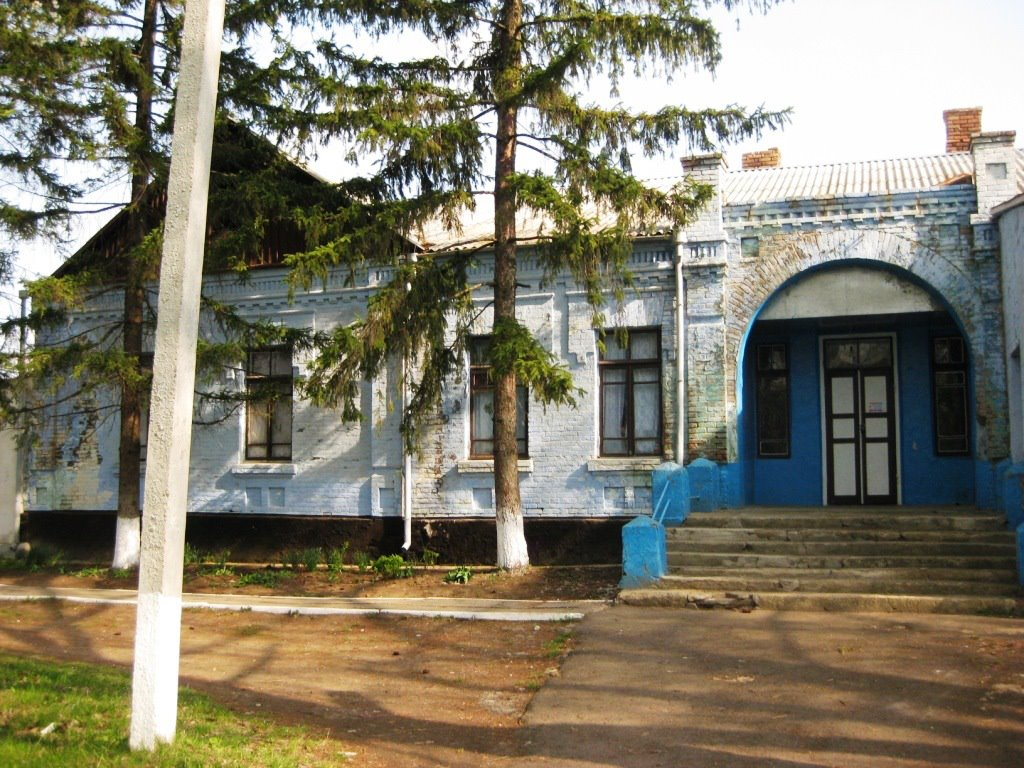
Intrarea din spate
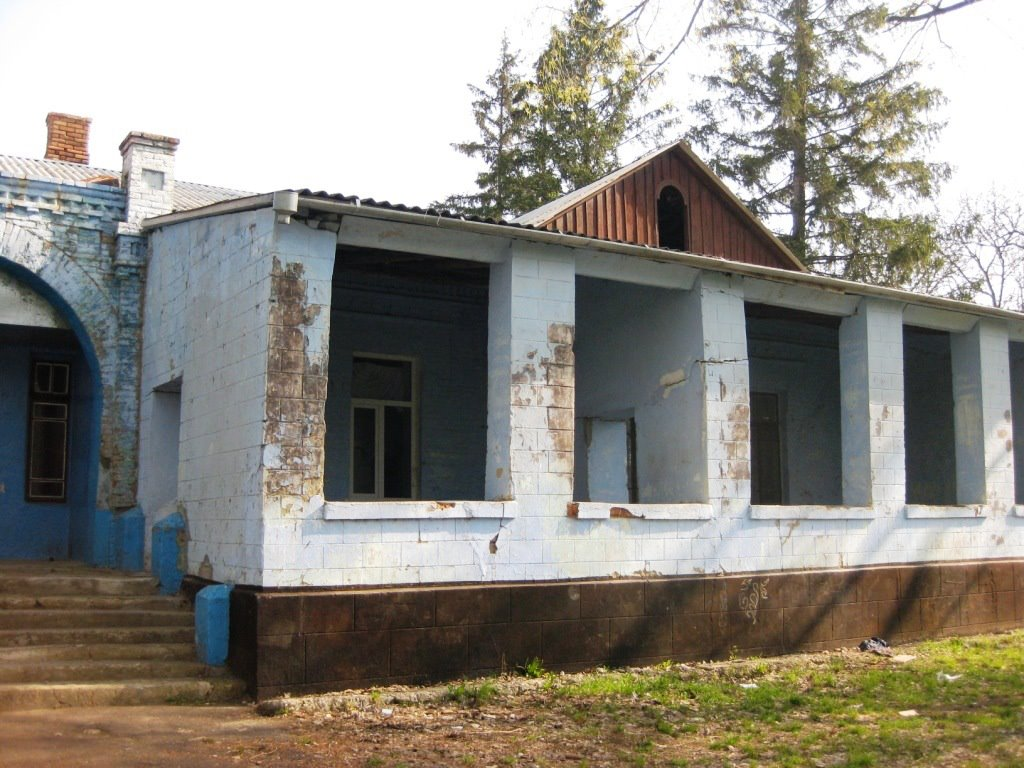
Intervenții sovietice
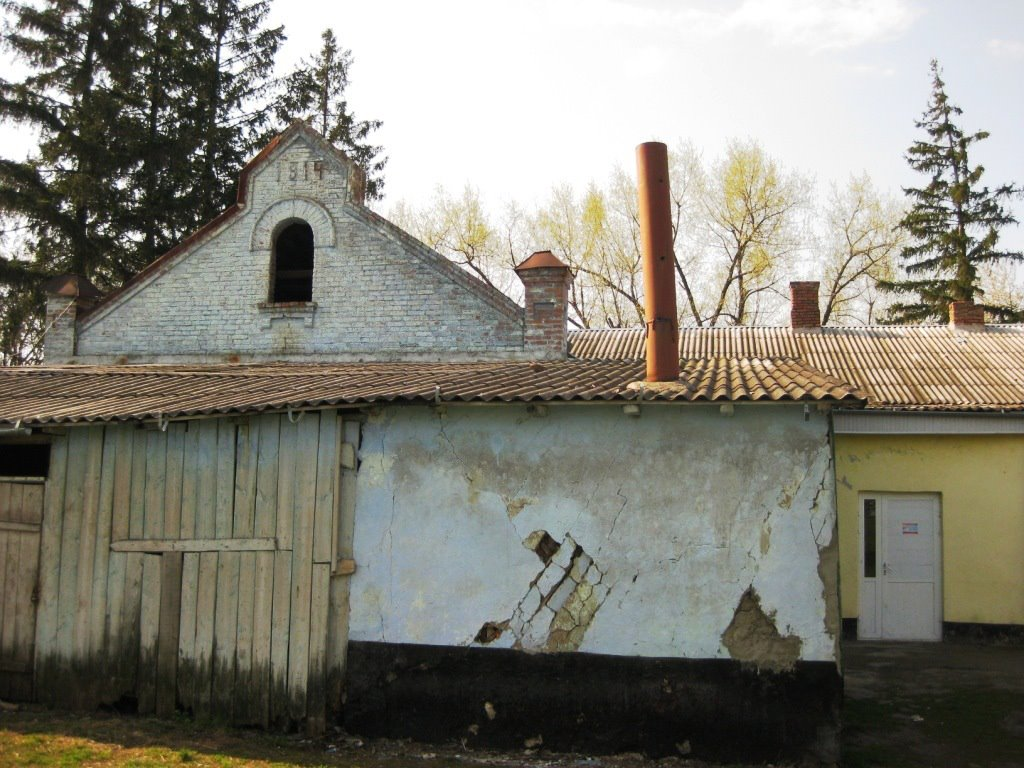
Intervenții sovietice
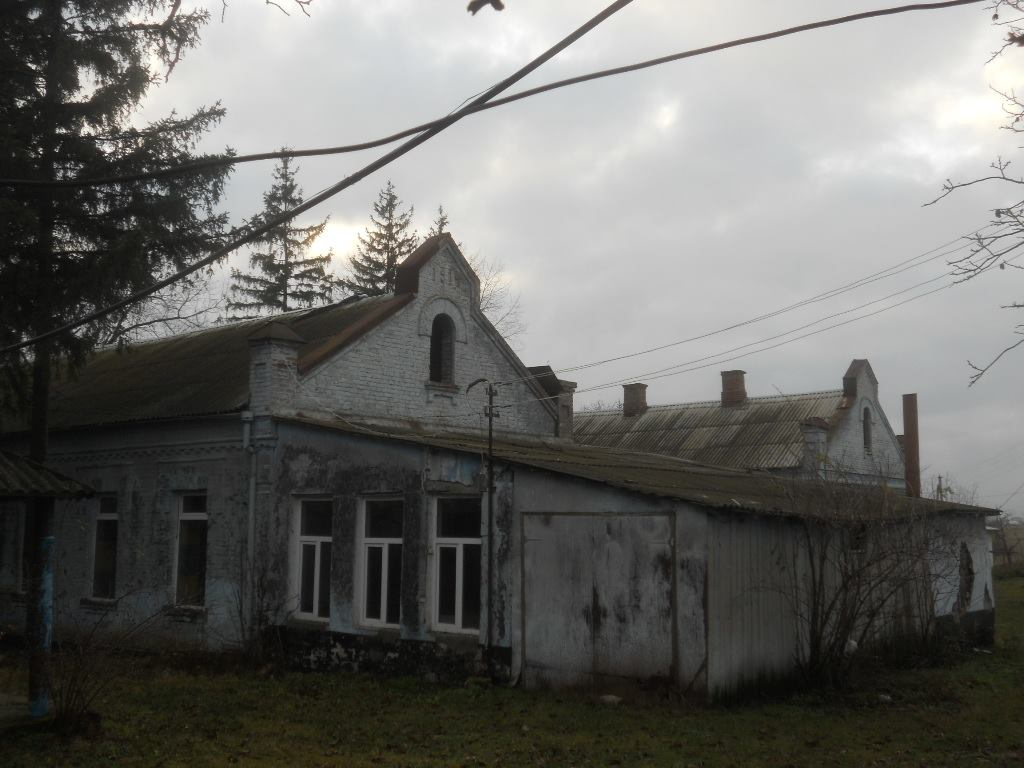
Anexă, la care s-au făcut intervenții cu geamuri din termopan
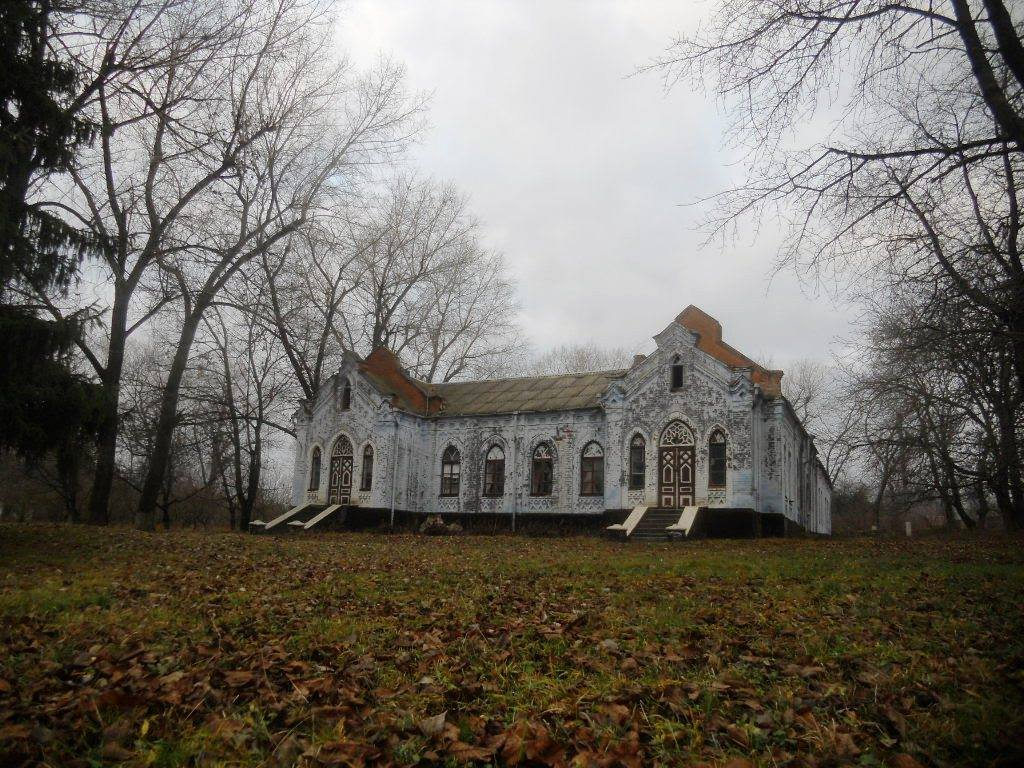
Imagine de ansamblu

## Vezi și
- Lista conacelor din Republica Moldova